# Welcome to My Nightmare
| 전문가 평가              | 전문가 평가 |
| 평가 점수                | 평가 점수   |
| 출처                     | 점수        |
| ------------------------ | ----------- |
| AllMusic                 | [ 2 ]       |
| Christgau's Record Guide | B–          |
| Rolling Stone            | (mixed)     |
| Classic Rock             | [ 5 ]       |

《Welcome to My Nightmare》은 1975년 3월 11일에 발매된 미국의 록 음악가 앨리스 쿠퍼의 첫 번째 솔로 음반이며 (이전 앨리스 쿠퍼의 모든 음반은 밴드 활동이었다), 애틀랜틱 레코드에서 그의 유일한 음반이다. 《Welcome to My Nightmare》은 콘셉트 음반이고, 순서대로 연주되는 이 노래들은 스티븐이라는 아이의 악몽을 뚫고 여행을 하게 된다. 이 음반은 1975년 전 세계 콘서트 투어인 《Alice Cooper: The Nightmare TV》 스페셜과 1976년 그의 《웰컴 투 마이 나이트메어》 콘서트 영화에 영감을 주었다. 이어진 투어는 그 당시 가장 과장된 투어 중 하나였다. 루 리드의 밴드 대부분은 이 음반을 위해 쿠퍼와 함께 했다.
유명한 공포 영화 배우 빈센트 프라이스는 〈Devil's Food〉라는 노래에서 독백을 했다. 할리우드 스타즈가 1974년 보류된 음반 《Shine Like a Radio》를 위해 녹음한 〈Escape〉의 오리지널 버전은 2013년에 마침내 발매되었다. 싱글로 발매된 발라드 〈Only Women Blood〉는 오리지널 기타리스트 딕 와그너가 1960년대 후반 밴드 더 프로스트를 위해 작곡한 곡으로 쿠퍼가 새로운 제목을 제공하고 와그너와 쿠퍼가 가사를 수정했다. 노래 〈Escape〉는 할리우드 스타즈가 《Shine Like a Radio - The Great Lost 1974 Album》에 수록된 노래를 다시 쓴 것이다. 리마스터된 CD 버전은 세 개의 얼터너티브 버전 보너스 트랙을 추가한다.
후속 콘셉트 음반인 《Welcome 2 My Nightmare》는 2011년에 발매되었다.

## 배경
1974년 봄에 앨리스 쿠퍼 밴드가 해체되면서 쿠퍼는 그의 첫 솔로 프로젝트를 시작했다. 쿠퍼는 이 음악이 이전의 글램 록 위주의 음반보다 더 연극적이 되도록 의도했다. 쿠퍼는 쿠퍼의 이전 음반 4장을 프로듀싱한 밥 에즈린을 고용하여 그와 공동 작업을 하게 했다. 이 음반은 콘셉트 음반으로, 쿠퍼는 스티븐이라는 캐릭터의 악몽에 대한 이야기를 들려준다. 에즈린, 스티브 헌터, 딕 와그너는 모두 에즈린이 프로듀싱한 앨리스 쿠퍼 밴드의 1973년 음반 《Billion Dollar Babies》에서 공연했다. 이후 에즈린은 헌터, 와그너, 토니 레빈을 포함한 루 리드의 1973년 콘셉트 음반 《Berlin》을 프로듀싱하고 공연했다. 리드의 다음 라이브 음반 《Rock 'n' Roll Animal》에 수록된 밴드는 헌터, 와그너, 프라카시 존, 펜티 글란으로 구성되었다. 에즈린과 쿠퍼는 쿠퍼의 새 음반 작업을 위해 리드의 라이브 밴드 멤버 네 명과 레빈을 고용했다. 와그너와 에즈린은 쿠퍼와 함께 대부분의 트랙을 공동 작곡할 것이다.

## 스타일
이 음반은 록과 하드 록이 특징인 것으로 묘사되어 왔다.
오프닝 트랙은 "디스코 향"으로 언급되었다. 〈Only Women Bleed〉는 발라드이고, 〈Some Folks〉는 카바레에 비유되어 왔다.

## 투어
1975년 7월 앨리스는 17,000명의 관객 앞에서 무대에서 떨어졌다. 그는 이것을 그 당시 그의 음주 탓으로 돌린다. 그는 머리에 15바늘을 꿰맸다. 3일 후 그는 의사의 충고를 무시한 후 25분 후에 무대에서 쓰러졌다.

## 곡 목록
| #  | 제목                        | 작사·작곡                  | 재생 시간 |
| -- | --------------------------- | -------------------------- | --------- |
| 1. | 〈Welcome to My Nightmare〉 | 앨리스 쿠퍼, 딕 와그너     | 5:19      |
| 2. | 〈Devil's Food〉            | 쿠퍼, 밥 에즈린, 켈리 제이 | 3:38      |
| 3. | 〈The Black Widow〉         | 쿠퍼, 와그너, 에즈린       | 3:37      |
| 4. | 〈Some Folks〉              | 쿠퍼, 앨런 고든, 에즈린    | 4:19      |
| 5. | 〈Only Women Bleed〉        | 쿠퍼, 와그너               | 5:49      |

| #   | 제목                    | 작사·작곡                    | 재생 시간 |
| --- | ----------------------- | ---------------------------- | --------- |
| 6.  | 〈Department of Youth〉 | 쿠퍼, 와그너, 에즈린         | 3:18      |
| 7.  | 〈Cold Ethyl〉          | 쿠퍼, 와그너                 | 2:51      |
| 8.  | 〈Years Ago〉           | 쿠퍼, 와그너                 | 2:51      |
| 9.  | 〈Steven〉              | 쿠퍼, 에즈린                 | 5:52      |
| 10. | 〈The Awakening〉       | 쿠퍼, 와그너, 에즈린         | 2:25      |
| 11. | 〈Escape〉              | 쿠퍼, 킴 파울리, 마크 앤서니 | 3:20      |

## 인증
| 국가                       | 인증        | 판매량/출하량 |
| -------------------------- | ----------- | ------------- |
| 오스트레일리아 (ARIA)      | 2× 플래티넘 | 140,000^      |
| 캐나다 (뮤직 캐나다)       | 2× 플래티넘 | 200,000^      |
| 영국 (BPI)                 | 실버        | 60,000^       |
| 미국 (RIAA)                | 플래티넘    | 1,000,000^    |
| ^출하량을 기반으로 한 인증 |             |               |